# Bied (Areuse)
Der Bied, eigentlich Bied de Môtiers, am Oberlauf Ruisseau du Breuil (oder Ruisseau de Breuil), ist ein etwas über 6 Kilometer langer Nebenbach der Areuse im Juragebirge. Er entspringt in einem Hochtal im Kanton Waadt und mündet bei Môtiers im Kanton Neuenburg in die Areuse. Er liegt somit im Einzugsgebiet der Aare und im Flussgebiet des Rheins. Er ist ein mittelsteiles, mittleres Fliessgewässer des montanen, karbonatischen Juras.

## Geographie

### Verlauf
Der Bach entspringt als Ruisseau du Breuil im Tal zwischen den Bergen La Joux Dessus und La Ronde Noire in der Waadtländer Gemeinde Tévenon. Bei der engen Schlucht unterhalb der Alpsiedlung A la Vaux mündet von links der Nebenbach aus der Alp La Vaux in der Gemeinde Mauborget in den Ruisseau du Breuil. Auf einer kurzen Strecke liegt die Gemeindegrenze im Bachbett in der schmalen Poëta-Raisse-Schlucht, die neben dem Gewässer auf einem Wanderweg begangen werden kann und als Naturschauspiel gilt. In der Schlucht überquert der Bach die Grenze vom Kanton Waadt zum Kanton Neuenburg. Nach drei Kilometern passiert der Bied das kleine Tal südlich der Burg von Môtiers und erreicht danach bei dieser Ortschaft die Ebene im oberen Areusetal.
Südlich von Môtiers münden der Wildbach Les Combettes, der Bach La Sourde, der in einer Karstquelle entspringt, und dann der Ruisseau des Riaux in den Bied. Der Wasserfall und die Grotte de la Cascade an diesem Nebenbach sind seit dem Besuch von Jean-Jacques Rousseau im 18. Jahrhundert bekannte Sehenswürdigkeiten. Der Bach passiert das Dorf Môtiers und wird von der ehemaligen Hauptstrasse und der Bahnstrecke Neuchâtel–Pontarlier überquert. Nördlich des Dorfes mündet er neben dem Flugplatz von Môtiers in die Areuse.
Bei Môtiers befindet sich am Bied eine hydrologische Messstation des Kantons Neuenburg.
2022 bis 2023 liessen der Kanton Neuenburg und die Gemeinde Val-de-Travers den früher kanalisierten Unterlauf des Bied und die Mündung in die Areuse zum Schutz vor Hochwasser und zur Förderung der Biodiversität revitalisieren.
Der etwa 6,2 km lange Lauf des Bied endet ungefähr 160 Höhenmeter unterhalb der Quelle seines Oberlaufs Ruisseau du Breuil, er hat somit ein mittleres Sohlgefälle von circa 79 ‰.

### Einzugsgebiet
Das 18,33 km² grosse Einzugsgebiet des Bied liegt im Jura und wird durch ihn über die Areuse, den Zihlkanal, die Aare und den Rhein zur Nordsee entwässert.
Es besteht zu 62,7 % aus bestockter Fläche, zu 35,4 % aus Landwirtschaftsfläche, zu 1,5 % aus Siedlungsfläche und zu 0,5 % aus unproduktiven Flächen.
Die Flächenverteilung
Die mittlere Höhe des Einzugsgebietes beträgt 1164,3 m ü. M.

### Zuflüsse
Le Ruisseau du Breuil, 4,7 km, 11,35 km²
- La Raisse[9] (links), 0,9 km
- Les Combettes (rechts), 0,7 km
- La Sourde (rechts), 0,1 km
- Le Ruisseau des Riaux (rechts), 2,0 km, 6,68 km²

Le Bied de Môtiers, 1,5 km

## Hydrologie
An der Mündung des Bied in die Areuse beträgt seine modellierte mittlere Abflussmenge (MQ) 540 l/s. Sein Abflussregimetyp ist nivo-pluvial jurassien, und seine Abflussvariabilität beträgt 26.
Der modellierte monatliche mittlere Abfluss (MQ) des Bied in l/s